# Гандбол на літніх Олімпійських іграх 1984
Змагання з гандболу на літніх Олімпійських іграх 1984 року проводилися для чоловіків та жінок. У зв'язку з бойкотуванням СРСР та низкою країн Східного блоку Ігор в США, сильні гандбольні збірні соціалістичних країн, в тому збірна СРСР, не змогли взяти участь в турнірі. Зі Східної Європи на Олімпіаду поїхали тільки збірні Югославії та Румунії. Обидві югославські команді виграли золоті медалі.
Змагання з гандболу проходили серед 6 жіночих команд в період з 1 по 9 серпня, серед 12 чоловічих команд з 31 липня по 11 серпня 1984 року в рамках XXIII Літніх Олімпійських ігор.

## Чоловічий турнір
Матч за 11 місце
- Південна Корея 25-21 Алжир

Матч за 9 місце
- США 24-16 Японія

Матч за 7 місце
- Швейцарія 18-17 Іспанія

Матч за 5 місце
- Швеція 26-24 Ісландія

Матч за 3 місце
- Румунія 23-19 Данія

Фінал
- Югославія 18-17 ФРГ

## Медалісти
|          | Золото          | Срібло               | Бронза        |
| Жінки    | Югославія (YUG) | Південна Корея (KOR) | Китай (CHN)   |
| Чоловіки | Югославія (YUG) | ФРН (FRG)            | Румунія (ROU) |